# Charles Van Enger
Charles Van Enger (Port Jervis, 29 agosto 1890 – Woodland Hills, 4 luglio 1980) è stato un direttore della fotografia statunitense.
Negli anni venti, Van Enger lavorò in tutti i film che il regista tedesco Ernst Lubitsch girò alla Warner Bros. mentre, negli anni trenta, andò a lavorare per l'industria cinematografica britannica (Gainsborough Pictures, British Lion Film Corporation, Gaumont British Picture Corporation). Negli ultimi due decenni di carriera, i suoi film furono in gran parte prodotti dall'Universal o da diversi produttori indipendenti. Nel 1956, iniziò a lavorare per la televisione, prendendo parte a numerose serie tra cui, nei primi anni sessanta, anche a sessantuno episodi delle serie Lassie.

## Filmografia parziale

### Cinema
- The Great Redeemer, regia di Clarence Brown e Maurice Tourneur (1920)
- The County Fair, regia di Edmund Mortimer e Maurice Tourneur (1920)
- The Last of the Mohicans, regia di Clarence Brown e Maurice Tourneur (1920)
- Sette anni di guai (Seven Years Bad Luck), regia di Max Linder (1921)
- The Foolish Matrons, regia di Clarence Brown e da Maurice Tourneur (1921)
- Siate mia moglie (Be My Wife), regia di Max Linder (1921)
- Casa di bambola (A Doll's House), regia di Charles Bryant (1922)
- Come polvere (Kindred of the Dust), regia di Raoul Walsh (1922)
- Salomè (Salome), regia di Charles Bryant (1923)
- The Christian, regia di Maurice Tourneur (1923)
- The Famous Mrs. Fair, regia di Fred Niblo (1923)
- Tre pazzi saggi (Three Wise Fools), regia di King Vidor (1923)
- Matrimonio in quattro (The Marriage Circle), regia di Ernst Lubitsch (1924)
- La spada della legge (Name the Man), regia di Victor Sjöström (1924)
- Daring Youth, regia di William Beaudine (1924)
- How to Educate a Wife, regia di Monta Bell (1924)
- Donne di lusso (Broadway After Dark), regia di Monta Bell (1924)
- Daughters of Pleasure, regia di William Beaudine (1924)
- Lovers' Lane, regia di William Beaudine, Phil Rosen (1924)
- Tre donne (Three Women), regia di Ernst Lubitsch (1924)
- La zarina (Forbidden Paradise), regia di Ernst Lubitsch (1924)
- Il fantasma dell'Opera (The Phantom of the Opera), regia di Rupert Julian (1925)
- Baciami ancora (Kiss Me Again), regia di Ernst Lubitsch (1925)
- The Limited Mail, regia di George W. Hill (1925)
- Red Hot Tires, regia di Erle C. Kenton (1925)
- La grande parata (The Big Parade), regia di King Vidor (1925)
- Hogan's Alley, regia di Roy Del Ruth (1925)
- Il ventaglio di Lady Windermere (Lady Windermere's Fan), regia di Ernst Lubitsch (1925)
- Non si scherza con l'amore (Why Girls Go Back Home), regia di James Flood (1926)
- Other Women's Husbands, regia di Erle C. Kenton (1926)
- Puppets, regia di George Archainbaud (1926)
- Paradise, regia di Irvin Willat (1926)
- La casa degli spiriti (Easy Pickings), regia di George Archainbaud (1927)
- The Sea Tiger, regia di John Francis Dillon (1927)
- Fiumana di fango (Framed), regia di Charles Brabin (1927)
- Smile, Brother, Smile, regia di John Francis Dillon (1927)
- The Life of Riley, regia di William Beaudine (1927)
- The Head of the Family, regia di Joseph C. Boyle (1928)
- Domestic Troubles, regia di Ray Enright (1928)
- The Port of Missing Girls, regia di Irving Cummings (1928)
- The Chorus Kid, regia di Howard Bretherton (1928)
- La tua pelle o la mia (None But the Brave), regia di Albert Ray (1928)
- Give and Take, regia di William Beaudine (1928)
- L'eroe del velocipede (Homesick), regia di Henry Lehrman (1928)
- Friendship, regia di Eugene Walter - cortometraggio (1929)
- Follie del giorno (Fox Movietone Follies of 1929), regia di David Butler (1929)
- Words and Music, regia di James Tinling (1929)
- Maritati ad Hollywood (Married in Hollywood), regia di Marcel Silver (1929)
- Fifì dimmi di sì (Hot for Paris), regia di Raoul Walsh (1929)
- Un sogno che vive (High Society Blues), regia di David Butler (1930)
- Il prezzo di un bacio (One Mad Kiss), regia di Marcel Silver, James Tinling (1930)
- Meet the Wife, regia di Leslie Pearce (1931)
- The Mad Parade, regia di William Beaudine (1931)
- Forgotten Women, regia di Richard Thorpe (1931)
- Dream House, regia di Del Lord - cortometraggio (1932)
- Help Yourself, regia di John Daumery (1932)
- Money Means Nothing, regia di Harcourt Templeman e Herbert Wilcox (1932)
- Ero una spia (I Was a Spy), regia di Victor Saville (1933)
- Friday the Thirteenth
- Turkey Time, regia di Tom Walls (1933)
- Aunt Sally, regia di Tim Whelan (1934)
- My Song for You, regia di Maurice Elvey (1934)
- In Town Tonight, regia di Herbert Smith (1935)
- Me and Marlborough, regia di Victor Saville (1935)
- Boys Will Be Boys, regia di William Beaudine (1935)
- Captain Bill, regia di Ralph Ceder (1935)
- Things Are Looking Up, regia di Albert de Courville (1935)
- Soft Lights and Sweet Music, regia di Herbert Smith (1936)
- Where There's a Will, regia di William Beaudine (1936)
- Sotto il sole di Parigi (Ménilmontant), regia di René Guissart (1936)
- Messieurs les ronds de cuir
- Jack of All Trades, regia di Jack Hulbert, Robert Stevenson (1936)
- The Stoker, regia di Leslie Pearce (1937)
- The Old Prospector, regia di Rita La Roy - cortometraggio (1938)
- Miracle on Main Street, regia di Steve Sekely (1939)
- Half a Sinner, regia di Al Christie (1940)
- Slightly Tempted, regia di Lew Landers (1940)
- San Francisco Docks, regia di Arthur Lubin (1940)
- Lucky Devils, regia di Lew Landers (1941)
- Law of the Range, regia di Ray Taylor (1941)
- Il tesoro di Capitan Kidd (Captain Kidd and the Slave Girl), regia di Lew Landers (1954)

### Televisione
- Lassie - serie TV, 62 episodi (1960-1962)